# تیغ‌پشت حشره‌خوار دم‌دراز کوچک
تیغ‌پشت حشره‌خوار دم‌دراز کوچک(نام علمی: Microgale longicaudata) نام یک گونه از سرده ریزراسویی‌ها است.